# إبراهيم محمود
إبراهيم محمود هو مجدف مصري، ولد في 1933.

## وصلات خارجية
- إبراهيم محمود على موقع الاتحاد الدولي للتجديف (الإنجليزية)
- إبراهيم محمود على موقع أوليمبيديا (الإنجليزية)